# راه‌اندازی موتور هواگرد

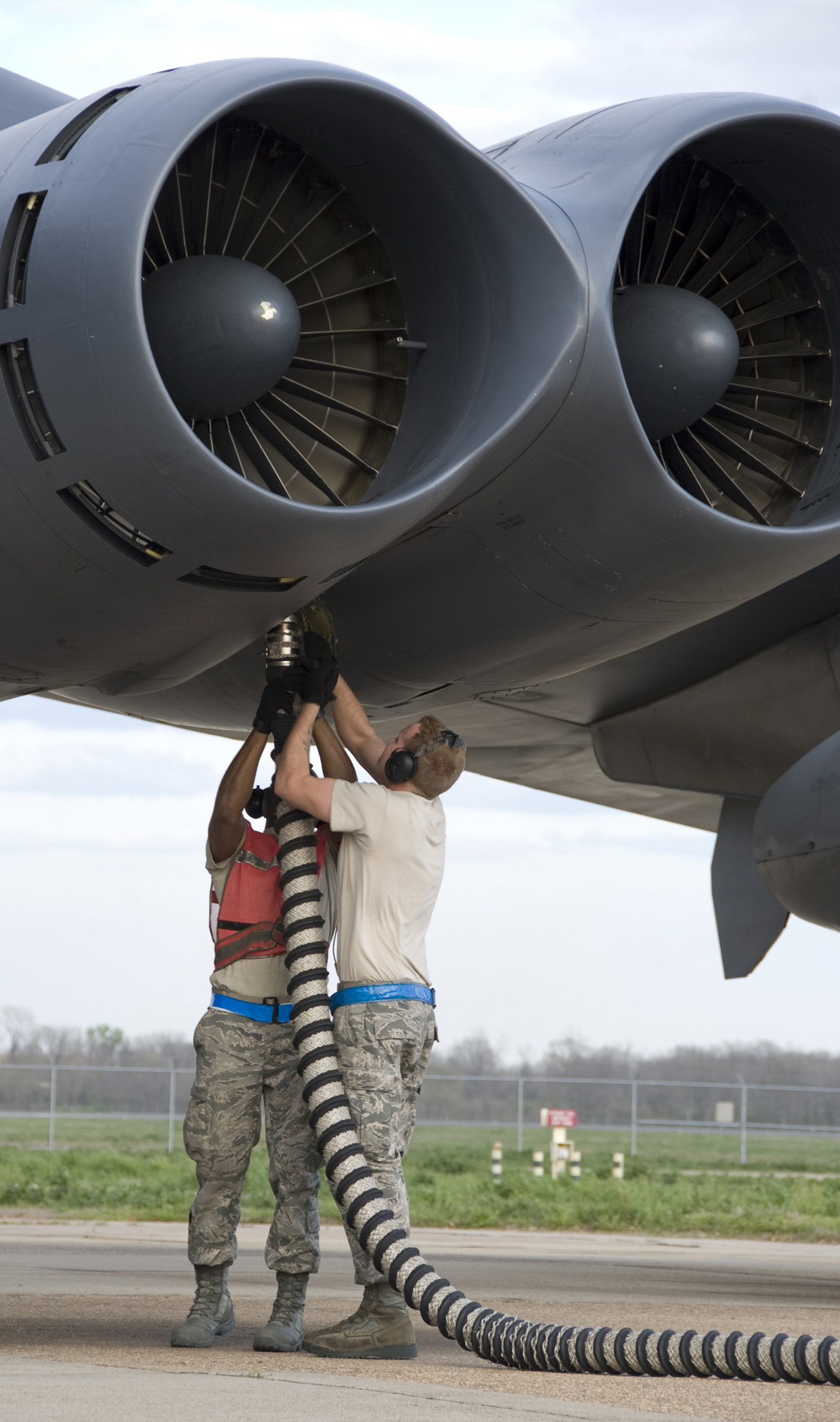
خدمه پشتیبانی در حال جدا کردن شلنگ هوای موتور یک بوئینگ بی-۵۲ استراتوفورترس.

بسیاری از تغییرات راه‌اندازی موتور هواگردها از زمانی آغاز شد که برادران رایت اولین پرواز خود را در سال ۱۹۰۳ انجام دادند. روش‌های مورد استفاده برای کاهش وزن، سادگی عملکرد سیستم‌های و قابلیت اطمینان راه‌اندازی موتور طراحی شده‌اند. موتورهای پیستونی اولیه با استفاده از دست، گیربکس با دست، سیستم‌های الکتریکی و کارتریجی برای موتورهای بزرگتر مابین دو جنگ جهانی توسعه یافته‌است. موتورهای توربین گازی مانند توربوجت‌ها، توربوشفت‌ها و توربوفن‌ها اغلب از راه‌اندازی هوا/پنوماتیکی استفاده می‌کنند، با استفاده از هوای تولید شده با استفاده از سیستمهای قدرت کمکی (APU) یا کمپرسورهای هوای خارجی که در حال حاضر به عنوان یک روش معمول راه‌اندازی به کار می‌رود. اغلب تنها یک موتور هواپیما نیاز به استفاده از واحد توان کمکی (یا کمپرسور هوای خارجی) برای راه‌اندازی دارد. بعد از اینکه موتور اول با استفاده از هوای تولید شده با استفاده از واحد توان کمکی شروع به کار کرد، هوا را از موتور در حال کار می‌توان برای راه‌اندازی موتورهای باقی‌مانده استفاده کرد.